# Fischer Air
Fischer Air – nieistniejąca czeska linia lotnicza z siedzibą w Pradze. Linie wykonywały loty czarterowe po Europie oraz do Afryki. Główną bazą przewoźnika był Port lotniczy Praga im. Václava Havla.

## Historia
Linie powstały 26 lipca 1996. Pierwsze loty wystartowały 30 kwietnia 1997. Właścicielem linii był Václav Fischer, właściciel czeskiego biura podróży Fischer. W 2005 linie zmieniły nazwę na Charter Air, aby linia nie była mylona z nowo powstałą Fischer Air Polska, która była zależna od Fischer Air.

## Flota
W 2005 flota przewoźnika składała się z:
3× Boeing 737-300 (OK-FUN, OK-FAN, OK-FIT)